# Bregenzerachschlucht
Bregenzerachschlucht este o arie protejată (arie specială de conservare — SAC, sit de importanță comunitară — SCI) din Austria întinsă pe o suprafață de 434,02 ha, integral pe uscat.

## Localizare
Centrul sitului Bregenzerachschlucht este situat la coordonatele 47°29′33″N 9°49′20″E / 47.4926°N 9.8222°E.

## Înființare
Situl Bregenzerachschlucht a fost declarat sit de importanță comunitară în mai 1995 pentru a proteja 3 specii de plante și 7 specii de animale. Situl a fost protejat și ca arie specială de conservare în august 2003.

## Biodiversitate
Situată în ecoregiunea alpină, aria protejată conține 7 habitate naturale: Râuri de munte și vegetația erbacee de pe malurile acestora, Râuri de munte și vegetația lor lemnoasă cu Salix elaeagnos, Izvoare petrifiante cu formare de travertin (Cratoneurion), Păduri de fag Asperulo-Fagetum, Păduri de fag din Europa Centrală dezvoltate pe sol calcaros cu Cephalanthero-Fagion, Păduri pe pante, grohotișuri și ravene de Tilio-Acerion, Păduri aluvionare cu Alnus glutinosa și Fraxinus excelsior (Alno-Padion, Alnion incanae, Salicion albae).
La baza desemnării sitului se află mai multe specii protejate:
- plante (3): Buxbaumia viridis, papucul doamnei (Cypripedium calceolus), Orthotrichum rogeri
- păsări (3): buha (Bubo bubo), ciocănitoare cu spate alb (Dendrocopos leucotos), ciocănitoare neagră (Dryocopus martius)
- amfibieni (1): izvoraș-cu-burta-galbenă (Bombina variegata)
- nevertebrate (1): Euplagia quadripunctaria
- pești (2): zglăvoacă (Cottus gobio), clean dungat (Telestes souffia)

Pe lângă speciile protejate, pe teritoriul sitului au mai fost identificate 2 specii de plante, 3 specii de păsări, 2 specii de amfibieni, 4 specii de mamifere, 1 specie de pești, 2 specii de reptile.